# Дейнега Сергій Валентинович
Сергі́й Валенти́нович Дейнега (нар. 11 вересня 1972 року, м. Бобровиця, Чернігівська обл. — заг. 9 серпня 2014 року, с. Маринівка, Донецька обл.) — сержант Збройних сил України, учасник російсько-української війни.

## Життєпис
Народився 1972 року в місті Бобровиця (Чернігівська область). Закінчив 1987-го Бобровицьку середню школу № 2, Київське професійно-технічне училище № 16 (1990) за спеціальністю столяр. До служби в ЗС СРСР працював у місцевому колгоспі. Служив в береговій охороні, в Приморському краю Росії. Останнє місце роботи — акціонерне товариство «Броварський завод пластмас».
Мобілізований у часі другої хвилі мобілізації 20 червня 2014-го. Заступник командира взводу 1-ї окремої гвардійської танкової бригади. На початку серпня 2014 року був поранений у руку і на певний час втратив слух; після надання медичної допомоги в польових умовах Сергій повернувся в стрій.
Загинув поблизу села Маринівка Шахтарського району під час артилерійського обстрілу терористами позицій Збройних Сил України з РСЗВ «Град».
Вдома лишилися дружина Інна та двоє синів — Едуард закінчив школу, Олександр навчався на той час в 11 класі, старенька мати та сестра Яна.
Похований з військовими почестями в Бобровиці 15 серпня 2014 року.

## Нагороди та вшанування
- 14 листопада 2014 року за особисту мужність і героїзм, виявлені у захисті державного суверенітету та територіальної цілісності України, вірність військовій присязі під час російсько-української війни, відзначений — нагороджений орденом «За мужність» III ступеня (посмертно).
- У вересні 2015 року на будівлі школи в Бобровиці, в котрій навчався Сергій, відкрито меморіальну дошку[4].
- Його портрет розміщений на меморіалі «Стіна пам'яті полеглих за Україну» у Києві: секція 2, ряд 9, місце 25.
- У Бобровиці на пагорбі Слави гранітним пам'ятником з іменами героїв увіковічена пам'ять про воїнів, загиблих на сході України — серед них Сергій Дейнега.